# Nymula regulus
Nymula regulus är en fjärilsart som beskrevs av Fabricius 1793. Nymula regulus ingår i släktet Nymula och familjen Riodinidae. Inga underarter finns listade i Catalogue of Life.